# Serralada del Mar
|  | No s'ha de confondre amb Serra de la Mar. |

La serralada del Mar (serra do Mar en portuguès brasiler) és un sistema muntanyós litoral brasiler. S'estén al llarg de 1.500 quilòmetres, paral·lela a la costa, des de l'estat de Rio de Janeiro (límit est) fins a l'estat de Santa Catarina (límit sud). El punt més alt de la serralada és el Pic Major de Friburg, de 2.366 metres d'altitud, que es troba dins de la Serra dels Orgues, al terme municipal de Nova Friburgo.
L'efecte del clima i el moviment del sòl han fet que la serralada tingui una constitució bastant original, amb terrenys escarpats i muntanyes d'altitud variable. Està formada majoritàriament per roques cristal·lines, com granit i gneis, del precambrià.

## Formació
La teoria de les plaques tectòniques indica que la creació de la serralada del Mar va tenir lloc durant l'Orogènia Neoproterozoica Brasiliana-Panafricana, que va comportar la separació del supercontinent Gondwana, allunyant l'Àfrica d'Amèrica del Sud.
Té una història fisiogràfica molt llarga, on s'observa la conjugació de diversos esdeveniments paleoclimàtics en la seva evolució, que van ocórrer simultàniament amb fenòmens epirogenètics. Idò, el seu origen no té a veure amb la convergència de dues plaques tectòniques, fet pel qual no se la pot considerar una cordillera.

## Relleu
És un conjunt d'escarpes farbalades que suposen el límit oriental del massís atlàntic, orientat cap a la conca de Santos. S'estén de nord a sud pels estats de:
- Rio de Janeiro (regió centre-oriental), on es presenta com un bloc de falles inclinat cap al NNO en direcció al riu Paraíba do Sul i amb fortes pendents cap a la Baixada Fluminense.
- São Paulo, amb un relleu més planer, amb altures d'entre 800 i 1.200 metres.
- Paranà, on configura una cadena de muntanyes amb cims de fins 1.800 metres d'altitud.
- Santa Catarina (extrem nord), on deixa d'existir com a unitat orogràfica, ja desfeta en diverses serres i muntanyes diferenciades, totes drenades pel riu Itajai.

La serralada del Mar està dividida en diferents serres menors. En destaquen, per exemple, la serra dels Orgues, de Bocaína, de les Araras o del Pilot (RJ), de Paranapiacaba o del Cafetal (SP), de la Capivara Grande, de la Graciosa o Negra (PA) i del Riu do Rastro o Geral (SC).

### Cims més alts
Les muntanyes més altes de la Serralada del Mar són les següents:
| Cim                          | Altitud (m) | Serra                 | Estat          |
| Pico Maior de Friburgo       | 2.316       | Serra dos Órgãos      | Rio de Janeiro |
| Pedra do Sino                | 2.275       | Serra dos Órgãos      | Rio de Janeiro |
| Pico da Caledônia            | 2.255       | Serra dos Órgãos      | Rio de Janeiro |
| Morro do Açu                 | 2.180       | Serra dos Órgãos      | Rio de Janeiro |
| Cara do Cão                  | 2.180       | Serra dos Órgãos      | Rio de Janeiro |
| Pedra de São Pedro           | 2.134       | Serra dos Órgãos      | Rio de Janeiro |
| Pedra da Cruz                | 2.130       | Serra dos Órgãos      | Rio de Janeiro |
| Pedra de São João            | 2.100       | Serra dos Órgãos      | Rio de Janeiro |
| Pico do Tira Chapéu          | 2.088       | Serra da Bocaina      | São Paulo      |
| Garrafão                     | 1.980       | Serra dos Órgãos      | Rio de Janeiro |
| Pico Paraná                  | 1.877       | Serra do Ibitiraquire | Paraná         |
| Pico Caratuva (Pico Paraná)  | 1.860       | Serra do Ibitiraquire | Paraná         |
| Pedra da Macela              | 1.840       | Serra da Bocaina      | Rio de Janeiro |
| Pico Itapiroca (Pico Paraná) | 1.805       | Serra do Ibitiraquire | Paraná         |
| Taipabacu                    | 1.772       | Serra do Ibitiraquire | Paraná         |
| Pico Ferraria                | 1.759       | Serra do Ibitiraquire | Paraná         |
| Dedo de Deus                 | 1.692       | Serra dos Órgãos      | Rio de Janeiro |
| Pico Araçatuba               | 1.680       | Serra do Papanduva    | Paraná         |

## Flora

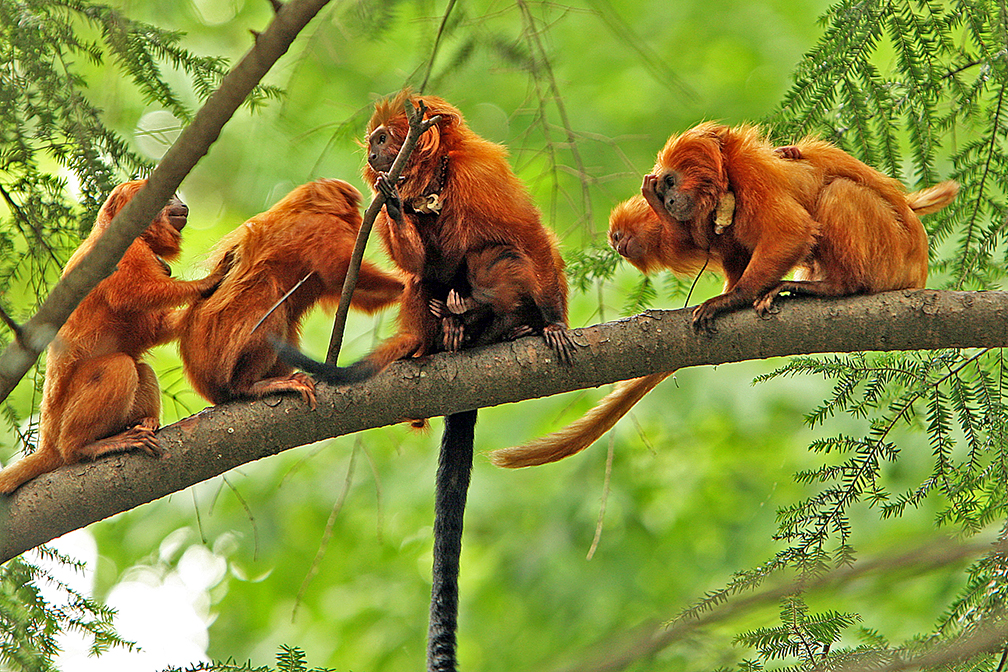
Família de titís lleó daurats, endèmics del bosc atlàntic.

Un dels grans valors de la Serralada del Mar són els seus boscos, coneguts com Mata Atlântica (bosc atlàntic). L'espai natural del bosc atlàntic forma un cinturó d'uns 100 quilòmetres d'ample (del litoral cap a l'interior), principalment en les regions sud i sud-est del Brasil, on el clima és subtropical humit, sense una estació seca i la pluviometria està dins d'un interval d'entre 1400 i 4000 mm anuals. El sòl està compost preeminentment per latosols, litosols i podsols.
Els boscos van des de les planes costaneres situades a 20 m d'altitud fins a les serres altes, d'entre 1.200 i 1.500 metres de mitjana, creant un notable gradient vegetacional, d'arbustos a boscos muntanyosos ben desenvolupats de tipus humit atlàntic i amb arbres emergents de més de 30 metres d'alçada. La vegetació és rica en lleguminoses, sapotàcies i diverses espècies de lauràcies, a més de bromeliàcies, mirtàcies i melastomatàcies.

## Fauna

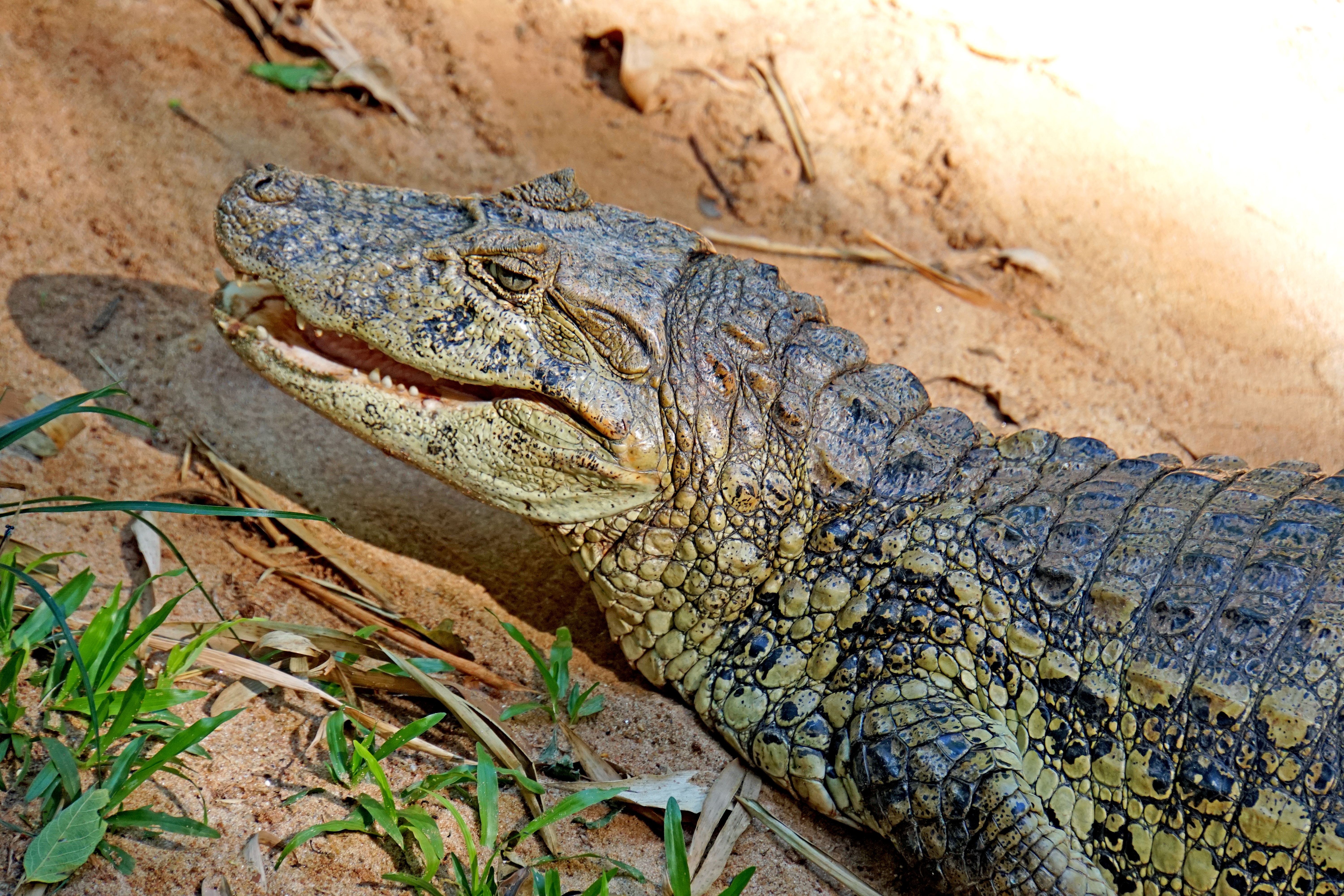
Caiman de morro ample, oriünd dels terrenys pantanosos del litoral sud-brasiler.

La serralada del Mar inclou una llarga llista d'espècies endèmiques: centenars d'invertebrats, aus (Nemosia rourei, Dysithamnus plumbeus, Hemitriccus kaempferi, Lipaugus conditus, Myrmotherula fluminensis, caliptures, batarans barbablancs, llorets ventreblaus), amfibis (Brachycephalus, Cycloramphus carvalhoi, Scinax jureia), rèptils (Enyalius iheringii, Liolaemus lutzae, Hydromedusa maximiliani) i mamífers (marmosa brasilera, tití lleó daurat, mona aranya llanosa meridional), algunes d'elles en risc d'extinció.

## Amenaces
Des de l'arribada dels europeus a terres brasileres (1500), la seva extensió s'ha reduït més del 90%. Només en el període 1985-2013 i malgrat els plans de protecció en vigor, la superfície deforestada va ser de 1,85 milions d'hectàrees. Les muntanyes de la serralada del Mar envolten megalòpolis brasileres com São Paulo, Rio de Janeiro o Curitiba. El turisme, la industrialització i el creixement urbanístic representen grans amenaces per la conservació de l'ecosistema.
A més de les afectacions que l'home causa sobre la biodiversitat, cal recordar que tot el litoral brasiler i, en especial, les seves muntanyes, estaven poblades per indígenes. Bona part de la serralada del Mar estava poblada per guaranís. Amb la colonització i la posterior expansió de les ciutats, la construcció d'infrastructures de transport, l'explotació dels terrenys, etc., el seu hàbitat natural quasi ha desaparegut, existint poques reserves on preservar la seva cultura ancestral.

## Protecció
L'ecorregió de la Serra do Mar ocupa una extensió superior a la de la pròpia serralada, ja que arriba als estats d'Espírito Santo al nord i de Rio Grande do Sul, al sud, que comparteix l'ecosistema de la mata atlântica.
S'estan duent a terme diferents projectes de protecció de la biodiversitat, entre elles les creacions de diversos parcs naturals, com el Parc Estatal Serra do Mar a São Paulo, creat l'any 1985, amb 332.000 ha protegides o el Parc Nacional de la Serra de Bocaína, inaugurat el 1971 i de 104.000 ha.